# تيبور سيليميس
تيبور سيليميس (بالرومانية: Tibor Selymes)‏ (مواليد 14 مايو 1970) هو لاعب كرة قدم. يلعب مع منتخب رومانيا لكرة القدم. سبق له أن لعب في كأس العالم لكرة القدم مع منتخب بلاده.

## روابط خارجية
- تيبور سيليميس على موقع الاتحاد الدولي (مؤرشف)  (الإنجليزية)
- تيبور سيليميس على موقع قاعدة بيانات كرة القدم.إي يو (الإنجليزية)
- تيبور سيليميس على موقع ناشيونال فوتبول تيمز (الإنجليزية)
- تيبور سيليميس على موقع عالم كرة القدم.نت (الإنجليزية)